# 1900 en hockey sur glace
Cette page présente les éléments de hockey sur glace de l'année 1900, que ce soit d'un point de vue rencontres internationales ou championnats nationaux. Les grandes dates des différentes compétitions sont données ainsi que les décès de personnalités du hockey mondial.

## Autres évènements

### Naissances
- Janvier
  - 6 janvier 1900 : Haldor Halderson
  - 12 janvier 1900 : Herb Rhéaume
  - 14 janvier 1900 : Tomáš Švihovec
  - 29 janvier 1900 : Wlodzimierz Krygier

- Février
  - 1er février 1900 : Billy Stuart

- Mars
  - 6 mars 1900 : George Redding
  - 31 mars 1900 : John Lyons (hockey sur glace)

- Avril
  - 18 avril 1900 : Stanley Crossett

- Mai
  - 5 mai 1900 : Reg Mackey
  - 6 mai 1900 : Fred Gordon
  - 24 mai 1900 : Lionel Conacher
  - 28 mai 1900 : Taffy Abel

- Juin
  - 10 juin 1900 : Robert Baudinne
  - 12 juin 1900 : Luzius Rüedi
  - 13 juin 1900 : Francis McCurry
  - 19 juin 1900 : Laurie Scott
  - 23 juin 1900 : Robert Campbell
  - 23 juin 1900 : John Roach
  - 26 juin 1900 : Tex White

- Juillet
  - 4 juillet 1900 : Victor Desjardins
  - 25 juillet 1900 : Ward McVey

- Août
  - 9 août 1900 : Frank Brophy

- Septembre
  - 6 septembre 1900 : Henri Louette
  - 13 septembre 1900 : Aleksander Słuczanowski
  - 14 septembre 1900 : Gustaf Johansson
  - 15 septembre 1900 : Fred Brown

- Octobre
  - 5 octobre 1900 : Lorne Chabot
  - 5 octobre 1900 : Aleksander Tupalski
  - 6 octobre 1900 : Joseph Miller
  - 13 octobre 1900 : Grant Gordon
  - 19 octobre 1900 : Roy Worters
  - 29 octobre 1900 : Francis Moore

- Novembre
  - 20 novembre 1900 : Harry Burch
  - 25 novembre 1900 : Bill Carson
  - 30 novembre 1900 : Walter Brück

- Décembre
  - 10 décembre 1900 : Hal Hicks
  - 28 décembre 1900 : Birger Holmqvist